# Zito Luvumbo
Zito André Vincenzão Luvumbo (Luanda, 9 marzo 2002) è un calciatore angolano, attaccante del Cagliari e della nazionale angolana.

## Caratteristiche tecniche
Di ruolo ala destra, può giocare anche a sinistra e come punta che può rientrare verso il centro del campo per tentare la conclusione di mancino. Dotato di un'ottima velocità e un buon dribbling.
Nel 2019 è stato inserito dal Guardian nei 60 migliori talenti emergenti del 2019.

## Carriera

### Club

#### Primeiro de Agosto
Nato a Bairro Palanca, a Luanda, capitale dell'Angola, Luvumbo comincia a giocare a calcio nell'RSD Guelson all'età di 8 anni, scoperto dal presidente del club, Pembele André Pedro, durante un torneo di calcio a Kilamba Kiaxi, nella provincia di Luanda. Dopo essersi messo in mostra con la formazione arancionera nei campionati giovanili locali, viene notato dagli osservatori del Primeiro de Agosto, club della massima serie angolana; i due club si accordarono per il trasferimento nel novembre del 2015, e l'attaccante si unisce ufficialmente alla squadra di Luanda nel febbraio dell'anno successivo. Aggregato alla prima squadra al termine della stagione 2018-19, contribuisce alla vittoria del campionato nazionale; il 25 maggio 2019, invece, segna un gol e si procura un rigore nella vittoria per 2-1 contro il Desportivo Huíla nella finale della coppa nazionale.
Durante la stagione successiva entra a far parte stabilmente della prima squadra e, dopo aver contribuito alla vittoria della Supercoppa angolana, fa il suo esordio nella CAF Champions League, in cui il Primeiro viene eliminato nella fase a gironi.

#### Cagliari e prestito al Como
Dopo aver ricevuto offerte da diversi club esteri e aver sostenuto un provino per il Manchester Utd (con il club inglese impossibilitato ad acquistarlo a causa della mancanza del permesso di soggiorno), il 23 settembre 2020 Luvumbo si trasferisce ufficialmente al Cagliari, in Serie A, con cui firma un contratto dalla durata di cinque anni, diventando così il primo calciatore angolano della storia del club. Per volontà del tecnico Eusebio Di Francesco, l'attaccante viene fin da subito inserito in prima squadra, ma una serie di infortuni lo tengono lontano dai campi; quindi, da fine gennaio, viene aggregato alla Primavera, con cui termina la stagione.
Il 27 luglio 2021, Luvumbo rinnova il proprio contratto con il Cagliari fino al 2026, per poi essere ceduto in prestito secco al Como, in Serie B. Tuttavia, in terra lombarda trova poco spazio, ragion per cui, il 31 gennaio 2022, fa ufficialmente ritorno a Cagliari. Nel resto della stagione, l'attaccante angolano contribuisce all'ottimo percorso dei giovani sardi, che arrivano fino alla semifinale del Campionato Primavera 1, prima di essere eliminati dai futuri campioni dell'Inter.

#### Ritorno al Cagliari

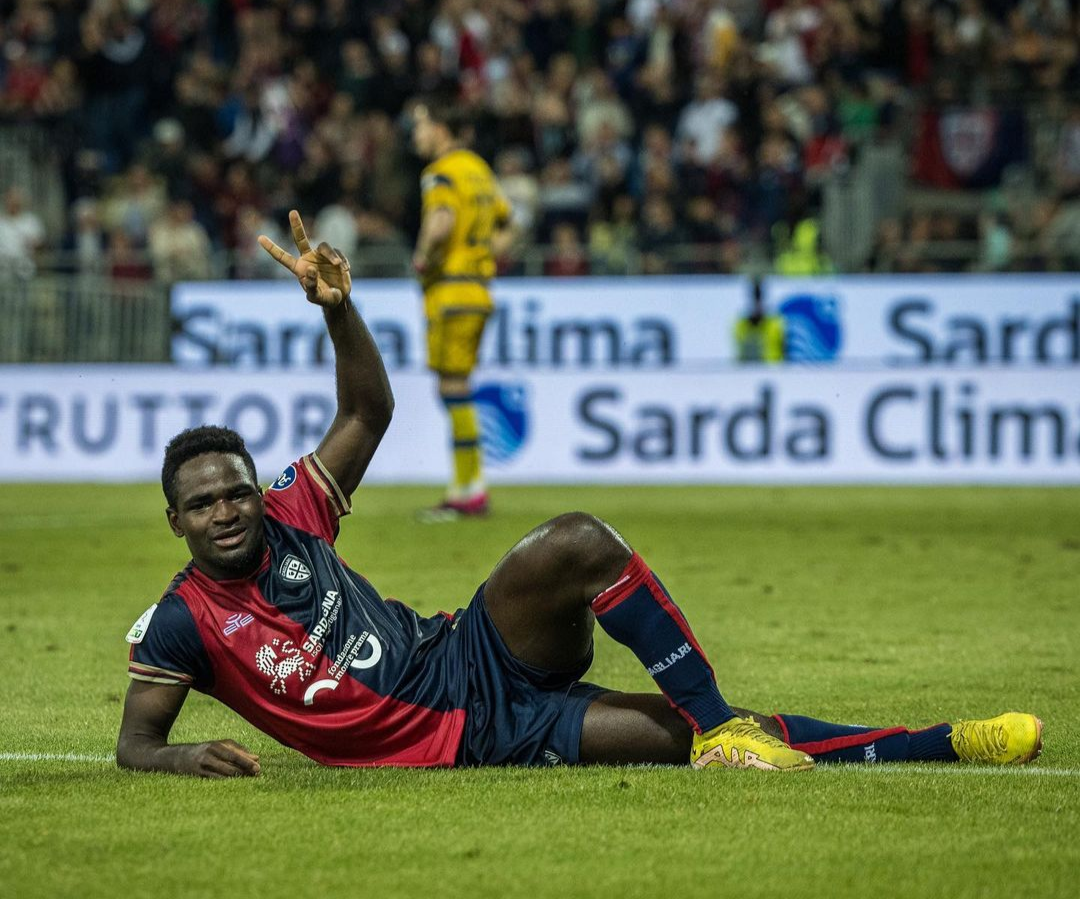
Luvumbo festeggia la doppietta segnata nella partita di andata delle semifinali play-off di Serie B vinta 3-2 contro il Parma.

All'inizio della stagione 2022-2023, in seguito alla retrocessione del Cagliari in Serie B, Luvumbo viene definitivamente promosso in prima squadra. Esordisce ufficialmente con il club sardo il 5 agosto 2022, partendo da titolare nella partita casalinga di Coppa Italia contro il Perugia, in cui si procura anche un calcio di rigore decisivo per la vittoria finale per 3-2. Il 10 settembre seguente, invece, realizza il suo primo gol in rossoblù nella vittoria in trasferta contro il Benevento, fissando il punteggio sul definitivo 2-0. Il 30 maggio 2023, in occasione della gara di andata delle semifinali dei play-off contro il Parma, sigla la sua prima doppietta tra i professionisti, oltre a procurarsi un rigore, contribuendo così alla vittoria in rimonta (da 0-2 a 3-2) dei rossoblù. Quindi, contribuisce al ritorno della squadra in massima serie dopo un solo anno, in seguito al successo nella doppia finale contro il Bari.
Nell'agosto dello stesso anno, Luvumbo rinnova il proprio contratto con la società sarda fino al 30 giugno 2027. Il 21 agosto seguente, esordisce in Serie A nella partita in casa del Torino, conclusasi con un pareggio a reti bianche; il 2 settembre, invece, segna la sua prima rete nella massima serie, portando momentaneamente in vantaggio i sardi nella partita in casa del Bologna, poi persa per 2-1.

### Nazionale
Nell'estate del 2018, Luvumbo disputa con la nazionale Under-17 la COSAFA Cup di categoria (torneo riservato alle squadre nazionali dell'Africa meridionale), in cui contribuisce alla vittoria del primo titolo da parte degli angolani e viene eletto miglior giocatore del torneo.
Nell'aprile del 2019, disputa la Coppa d'Africa Under-17, in cui segna il gol decisivo nella finale per il terzo posto (miglior risultato di sempre dell'Angola nella competizione), che garantisce la prima qualificazione alla Coppa del Mondo di categoria nella storia del Paese. Viene convocato anche per la rassegna iridata in Brasile nel torneo dello stesso anno, in cui il cammino delle Palancas Negras si arresta agli ottavi di finale, contro la Corea del Sud.
Nel settembre dello stesso anno, Luvumbo riceve la sua prima convocazione in nazionale maggiore, con cui fa il suo esordio il 6 settembre 2019, a 17 anni, subentrando ad Herenilson al 78º minuto dell'incontro di qualificazione per i Mondiali del 2022 contro il Gambia, vinto per 1-0.

## Statistiche

### Presenze e reti nei club
Statistiche aggiornate al 16 agosto 2025.
| Stagione                  | Squadra                   | Campionato                | Campionato | Campionato | Coppe nazionali | Coppe nazionali | Coppe nazionali | Coppe continentali | Coppe continentali | Coppe continentali | Altre coppe | Altre coppe | Altre coppe | Totale | Totale |
| Stagione                  | Squadra                   | Comp                      | Pres       | Reti       | Comp            | Pres            | Reti            | Comp               | Pres               | Reti               | Comp        | Pres        | Reti        | Pres   | Reti   |
| ------------------------- | ------------------------- | ------------------------- | ---------- | ---------- | --------------- | --------------- | --------------- | ------------------ | ------------------ | ------------------ | ----------- | ----------- | ----------- | ------ | ------ |
| 2018-2019                 | Primeiro de Agosto        | GB                        | 2          | 1          | TA              | 3               | 1               | -                  | -                  | -                  | -           | -           | -           | 5      | 2      |
| 2019-2020                 | Primeiro de Agosto        | GB                        | 15         | 5          | TA              | 3               | 0               | CCL                | 4                  | 1                  | ST          | 2           | 0           | 24     | 6      |
| Totale Primeiro de Agosto | Totale Primeiro de Agosto | Totale Primeiro de Agosto | 17         | 6          |                 | 6               | 1               |                    | 4                  | 1                  |             | 2           | 0           | 29     | 8      |
| 2021-gen. 2022            | Como                      | B                         | 3          | 0          | CI              | 1               | 0               | -                  | -                  | -                  | -           | -           | -           | 4      | 0      |
| 2022-2023                 | Cagliari                  | B                         | 36+5       | 3+2        | CI              | 2               | 0               | -                  | -                  | -                  | -           | -           | -           | 43     | 5      |
| 2023-2024                 | Cagliari                  | A                         | 30         | 4          | CI              | 2               | 0               | -                  | -                  | -                  | -           | -           | -           | 32     | 4      |
| 2024-2025                 | Cagliari                  | A                         | 26         | 2          | CI              | 2               | 0               | -                  | -                  | -                  | -           | -           | -           | 21     | 2      |
| 2025-2026                 | Cagliari                  | A                         | 0          | 0          | CI              | 1               | 0               | -                  | -                  | -                  | -           | -           | -           | 1      | 0      |
| Totale Cagliari           | Totale Cagliari           | Totale Cagliari           | 92+5       | 9+2        |                 | 7               | 0               |                    | -                  | -                  |             | -           | -           | 97     | 11     |
| Totale carriera           | Totale carriera           | Totale carriera           | 117        | 17         |                 | 14              | 1               |                    | 4                  | 1                  |             | 2           | 0           | 124    | 18     |

### Cronologia presenze e reti in nazionale
| Cronologia completa delle presenze e delle reti in nazionale ― Angola | Cronologia completa delle presenze e delle reti in nazionale ― Angola | Cronologia completa delle presenze e delle reti in nazionale ― Angola | Cronologia completa delle presenze e delle reti in nazionale ― Angola | Cronologia completa delle presenze e delle reti in nazionale ― Angola | Cronologia completa delle presenze e delle reti in nazionale ― Angola | Cronologia completa delle presenze e delle reti in nazionale ― Angola | Cronologia completa delle presenze e delle reti in nazionale ― Angola |
| Data                                                                  | Città                                                                 | In casa                                                               | Risultato                                                             | Ospiti                                                                | Competizione                                                          | Reti                                                                  | Note                                                                  |
| --------------------------------------------------------------------- | --------------------------------------------------------------------- | --------------------------------------------------------------------- | --------------------------------------------------------------------- | --------------------------------------------------------------------- | --------------------------------------------------------------------- | --------------------------------------------------------------------- | --------------------------------------------------------------------- |
| 6-9-2019                                                              | Bakau                                                                 | Gambia                                                                | 0 – 1                                                                 | Angola                                                                | Qual. Mondiali 2022                                                   | -                                                                     | 78’                                                                   |
| 10-9-2019                                                             | Luanda                                                                | Angola                                                                | 2 – 1                                                                 | Gambia                                                                | Qual. Mondiali 2022                                                   | -                                                                     | 59’                                                                   |
| 13-10-2020                                                            | Rio Maior                                                             | Angola                                                                | 3 – 0                                                                 | Mozambico                                                             | Amichevole                                                            | -                                                                     | 46’                                                                   |
| 1-9-2021                                                              | Il Cairo                                                              | Egitto                                                                | 1 – 0                                                                 | Angola                                                                | Qual. Mondiali 2022                                                   | -                                                                     | 77’                                                                   |
| 7-9-2021                                                              | Luanda                                                                | Angola                                                                | 0 – 1                                                                 | Libia                                                                 | Qual. Mondiali 2022                                                   | -                                                                     | 65’                                                                   |
| 8-10-2021                                                             | Luanda                                                                | Angola                                                                | 3 – 1                                                                 | Gabon                                                                 | Qual. Mondiali 2022                                                   | -                                                                     | 66’                                                                   |
| 11-10-2021                                                            | Franceville                                                           | Gabon                                                                 | 2 – 0                                                                 | Angola                                                                | Qual. Mondiali 2022                                                   | -                                                                     | 86’                                                                   |
| 17-6-2023                                                             | Douala                                                                | Rep. Centrafricana                                                    | 1 – 2                                                                 | Angola                                                                | Qual. Coppa d'Africa 2023                                             | -                                                                     | 46’                                                                   |
| 7-9-2023                                                              | Lubango                                                               | Angola                                                                | 0 – 0                                                                 | Madagascar                                                            | Qual. Coppa d'Africa 2023                                             | -                                                                     | 46’                                                                   |
| 16-11-2023                                                            | Praia                                                                 | Capo Verde                                                            | 0 – 0                                                                 | Angola                                                                | Qual. Mondiali 2026                                                   | -                                                                     | 66’                                                                   |
| 21-11-2023                                                            | Saint-Pierre                                                          | Mauritius                                                             | 0 – 0                                                                 | Angola                                                                | Qual. Mondiali 2026                                                   | -                                                                     | 17’ 61’                                                               |
| 6-1-2024                                                              | Dubai                                                                 | RD del Congo                                                          | 0 – 0                                                                 | Angola                                                                | Amichevole                                                            | -                                                                     | 46’                                                                   |
| 10-1-2024                                                             | Dubai                                                                 | Bahrein                                                               | 0 – 3                                                                 | Angola                                                                | Amichevole                                                            | -                                                                     |                                                                       |
| 15-1-2024                                                             | Bouaké                                                                | Algeria                                                               | 1 – 1                                                                 | Angola                                                                | Coppa d'Africa 2023 - 1º turno                                        | -                                                                     | 78’                                                                   |
| 20-1-2024                                                             | Bouaké                                                                | Mauritania                                                            | 2 – 3                                                                 | Angola                                                                | Coppa d'Africa 2023 - 1º turno                                        | -                                                                     | 78’                                                                   |
| 23-1-2024                                                             | Yamoussoukro                                                          | Angola                                                                | 2 – 0                                                                 | Burkina Faso                                                          | Coppa d'Africa 2023 - 1º turno                                        | -                                                                     | 78’                                                                   |
| 27-1-2024                                                             | Bouaké                                                                | Angola                                                                | 3 – 0                                                                 | Namibia                                                               | Coppa d'Africa 2023 - Ottavi di finale                                | -                                                                     | 84’                                                                   |
| 2-2-2024                                                              | Abidjan                                                               | Nigeria                                                               | 1 – 0                                                                 | Angola                                                                | Coppa d'Africa 2023 - Quarti di finale                                | -                                                                     | 66’                                                                   |
| 5-9-2024                                                              | Kumasi                                                                | Ghana                                                                 | 0 – 1                                                                 | Angola                                                                | Qual. Coppa d'Africa 2025                                             | -                                                                     | 60’                                                                   |
| 8-9-2024                                                              | Talatona                                                              | Angola                                                                | 2 – 1                                                                 | Sudan                                                                 | Qual. Coppa d'Africa 2025                                             | -                                                                     | 78’                                                                   |
| 11-10-2024                                                            | Luanda                                                                | Angola                                                                | 2 – 0                                                                 | Niger                                                                 | Qual. Coppa d'Africa 2025                                             | -                                                                     | 72’                                                                   |
| 15-10-2024                                                            | Niamey                                                                | Niger                                                                 | 0 – 1                                                                 | Angola                                                                | Qual. Coppa d'Africa 2025                                             | -                                                                     | 80’                                                                   |
| 15-11-2024                                                            | Talatona                                                              | Angola                                                                | 1 – 1                                                                 | Ghana                                                                 | Qual. Coppa d'Africa 2025                                             | -                                                                     | 73’                                                                   |
| 18-11-2024                                                            | Bengasi                                                               | Sudan                                                                 | 0 – 0                                                                 | Angola                                                                | Qual. Coppa d'Africa 2025                                             | -                                                                     | 90’                                                                   |
| Totale                                                                |                                                                       | Presenze                                                              | 24                                                                    |                                                                       | Reti                                                                  | 0                                                                     |                                                                       |

## Palmarès

### Club
- Girabola: 2

Primeiro de Agosto: 2018-2019
- Coppa d'Angola: 1

Primeiro de Agosto: 2019
- Supercoppa d'Angola: 2

Primeiro de Agosto: 2019